# Livet deluxe
Livet deluxe är en roman av den svenske författaren Jens Lapidus från 2011. Boken är den tredje i hans serie Stockholm Noir som också innehåller romanerna Snabba cash och Aldrig fucka upp. Trilogin skildrar livet i Stockholms undre värld och tillhör de mest sålda böckerna i Sverige på senare år.[2]
Som alltid är fallet i Jens Lapidus Stockholm Noir trilogi, roterar berättelsen i ett mönster som aldrig bryts. Läsaren följer perspektivet av en karaktär i kapitel 1, 4, 7 osv, en annan karaktär i kapitel 2, 5, 8 osv, en tredje i kapitel 3, 6, 9, och de enda undantagen för detta mönster i hela trilogin är prolog och epilog för respektive berättelser som i somliga fall följer helt andra karaktärer än de centrala tre (i var berättelse finns specifikt tre karaktärer som läsaren följer).

## Filmatisering
Boken blev filmatiserad 2013 i regi av Jens Jonsson med bland annat Joel Kinnaman och Matias Varela i huvudrollerna. 